# Andrew Barry
Pour les articles homonymes, voir Barry.
Andrew Barry dit aussi Andy Barry (né en 1960) est un sociologue britannique. Il est professeur de sociologie et directeur du Centre for the Study of Invention and Social Process du Goldsmiths College.
En 1983, il complète un BA en sciences naturelles à Trinity Hall, Cambridge. Il obtient un doctorat en philosophie en 1988, dans le domaine des Science and Technology Policy Studies.
Par la suite, il a été professeur invité à l'International Center for Advanced Studies, de l'Université de New York et à l'Istanbul Technical University. Depuis janvier 2006, il est professeur en Géographie humaine (Human Geography) et chercheur rattaché au St Catherine's College, Oxford.
Représentant du courant d'études désigné en français par l'expression Science, Technologie et Société, il a également contribué aux recherches théoriques de la théorie de l'acteur-réseau (codirigeant notamment un collectif avec Michel Callon sur l'« économie technologique », 2005). Intéressé par la question du pouvoir dans ses rapports avec la technologie, il a dirigé un collectif sur « Michel Foucault et la raison politique » (1996) et publié un ouvrage intitulé Political Machines (2001) qui synthétise ses recherches sur ce sujet.

## Publications
- (en) avec Thomas Osborne et Nikolas Rose (éd.), Foucault and Political Reason: Liberalism, Neo-Liberalism and Rationalities of Government, Chicago: Chicago University Press and London: UCL Press, 1996.
- (en) Motor ecology : the political chemistry of urban air, London : Goldsmiths University of London, 1998.
- (en) Political Machines: Governing a Technological Society, London and New York: Athlone Press, 2001.
- (en) avec Don Slater (éd.), The technological economy, Abingdon : Routledge, 2002 ; 2005.
- (en) avec Don Slater et Michel Callon (éd), The Technological Economy, London and New York: Routledge, 2005.

Articles
- (en) « Pharmaceutical Matters: the invention of informed materials », dans Theory, Culture and Society, 22, 1, 2005, 51-69.
- (en) « Ethical Capitalism », dans W. Larner and W. Walters (eds), Global Governmentality, London: Sage, 2004, 195-211.
- (en) « From Euratom to Complex systems: technology and European government » (with W. Walters), dans Alternatives: Global, Local, Political, 28, 3, p. 305-29, 2003.
- (en) « Introduction: the technological economy » (with Don Slater), dans Economy and Society, 31, 2, 2002, p. 175-193.
- (en) « The anti-political economy », Economy and Society, 31, 2, 2002, p. 268-284.
- (en) « Technology, politics and the market: an interview with Michel Callon », dans Economy and Society, 31, 2, 2002, p. 285-300.
- (en) « In the middle of the network », dans John Law and Annemarie Mol (eds) Complexities: Social Studies of Knowledge Practices, Durham, NC: Duke University Press, 2002, p. 142-165.
- (en) « Invention and inertia », dans Cambridge Anthropology, 21, 3, 62-70, 1999/2000.